# قرار مجلس الأمن التابع للأمم المتحدة رقم 1498
قرار مجلس الأمن التابع للأمم المتحدة رقم 1498، المتخذ بالإجماع في 4 آب / أغسطس 2003، بعد إعادة التأكيد على القرارين 1464 (2003) و1479 (2003) بشأن الحالة في كوت ديفوار (ساحل العاج)، جدد المجلس الإذن الممنوح للجماعة الاقتصادية لدول غرب أفريقيا والقوات الفرنسية العاملة في البلاد لمساعدة عملية السلام لمدة ستة أشهر إضافية.
وجدد مجلس الأمن تأكيد سيادة كوت ديفوار وسلامتها الإقليمية واستقلالها، بالإضافة إلى مبادئ حسن الجوار وعدم التدخل والتعاون. ومن المهم أن بسط حكومة المصالحة الوطنية سلطتها في جميع أنحاء البلد وأن يتم تنفيذ برنامج نزع السلاح والتسريح وإعادة الإدماج.
مدد القرار تفويض قوات غرب إفريقيا والقوات الفرنسية وطلب من كليهما الإبلاغ عن تنفيذ ولايتيهما. في وقت سابق من عام 2003، أنشأ المجلس بعثة الأمم المتحدة في كوت ديفوار.

## روابط خارجية
- نص القرار في undocs.org